# 2019年のイタリア
2019年のイタリア （2019ねんのイタリア）では、2019年のイタリアに関する出来事について記述する。

## 国家元首等
- 共和国大統領
  - 第12代: セルジョ・マッタレッラ （無所属、2015年2月3日 - ）
- 共和国首相
  - 第65代: ジュゼッペ・コンテ （無所属、第1次内閣：2018年6月1日 - 2019年9月5日）
  - 第66代: ジュゼッペ・コンテ （無所属、第2次内閣：2019年9月5日 - ）

## できごと

### 8月
- 8月28日 - 第76回ヴェネツィア国際映画祭開幕。

### 9月
- 9月5日 - ジュゼッペ・コンテ、第66代共和国首相に就任。第2次ジュゼッペ・コンテ内閣成立。
- 9月7日 - 第76回ヴェネツィア国際映画祭閉幕。金獅子賞は、トッド・フィリップス監督『ジョーカー』。